# Ралли Пекин — Париж
Ралли Пекин-Париж — автомобильная гонка, впервые проведенная в 1907 году по маршруту между Пекином, Китай, и Парижем, Франция с дистанцией в 14 994 км.
Авторство идеи проведения гонки принадлежит французской газете Le Matin, опубликовавшей в номере от 31 января 1907 следующее предложение:
«Необходимо доказать, что, пока у человека есть автомобиль, он может сделать всё, что угодно, и добраться куда угодно. Решится ли кто-нибудь этим летом проехать от Пекина до Парижа на автомобиле?»
Гонка стартовала 10 июня 1907 года от посольства Франции в Пекине. Победитель гонки, князь Шипионе Боргезе, прибыл в Париж 10 августа 1907 года.

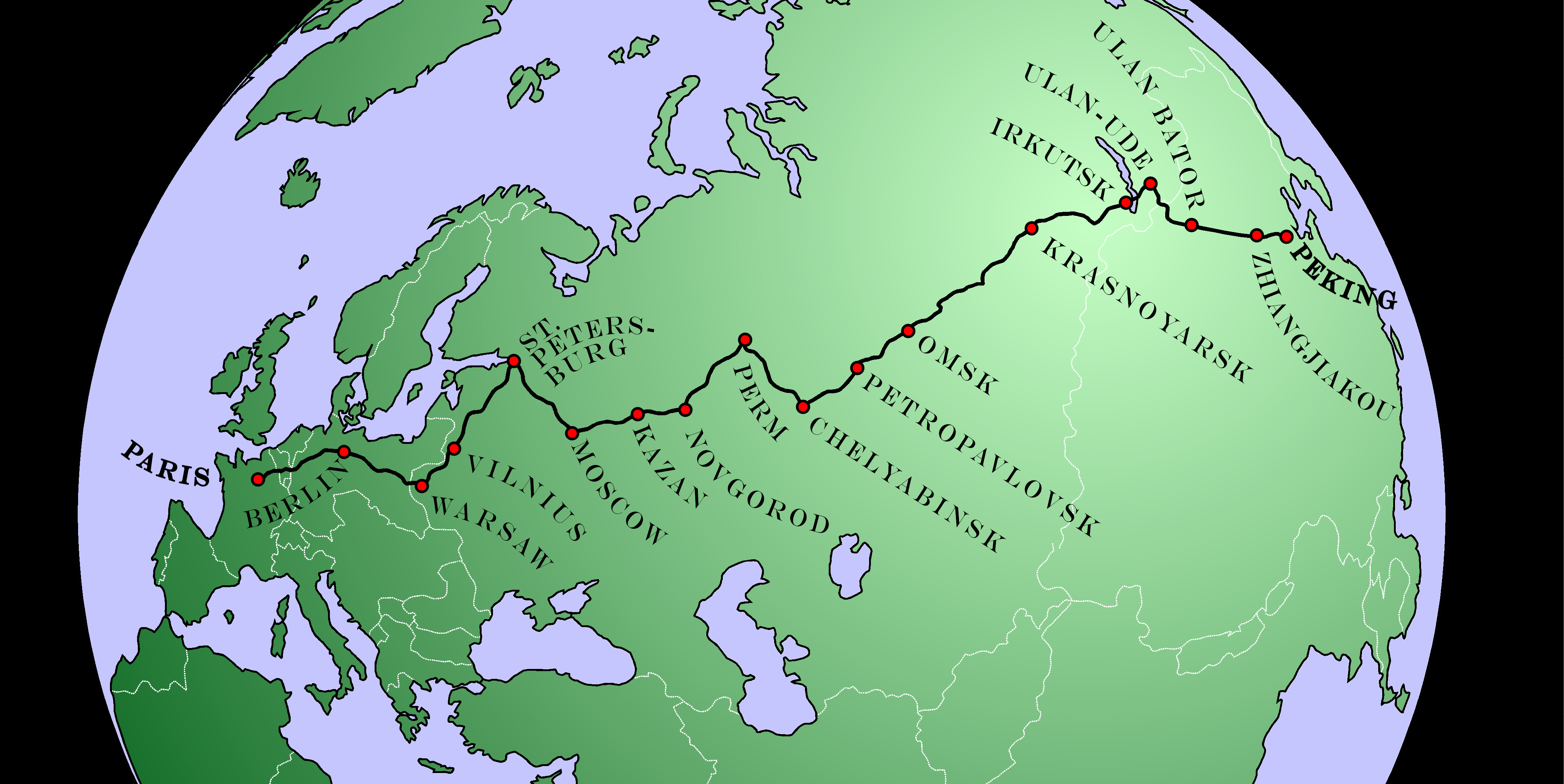
Карта маршрута ралли Пекин-Париж 1907 года

## Участвующие команды
В качестве участников гонки было зарегистрировано сорок участников, однако только пять команд в конечном итоге траспортировали свои автомобили в Пекин. Гонка состоялась несмотря на то, что организационный комитет отменил соревнование.
- Itala,  Италия, финишировали первыми, водители — князь Шипионе Боргезе и Этторе Гвиззарди;
- Spyker,  Голландия, финишировали вторыми, водители — Чарльз Годарт и Жан дю Тайлис;
- Contal,  Франция, не прибыли к финишу, водитель — Огюст Понс;
- DeDion 1,  Франция, финишировали третьими, водитель — Жорж Кормье;
- DeDion 2,  Франция, финишировали четвёртыми, водитель — Виктор Коллиньон.

## События гонки 1907 года
Гонка проводилась в период, когда автомобили были в новинку, при этом маршрут пролегал через отдаленные регионы Азии, жители которых ещё не были знакомы с моторизированным транспортом. До авторалли 1907 года пересечение маршрута между Пекином и озером Байкал предпринималось только на конном транспорте.
Маршрут был проложен по линиям телеграфной связи, что осбеспечивало широкое освещение гонки в периодике того времени. В каждом автомобиле в качестве пассажира присутствовал журналист, который регулярно отправлял материалы о гонке через лежащие на маршруте телеграфные станции.
Победителем гонки был князь Шипионе Боргезе, сопровождаемый журналистом Луиджи Барзини-старшим. Будучи уверенным в превосходстве своего автомобиля Itala 35/45 HP, он отошел от заданного маршрута, заехав из Москвы в Санкт-Петербург на заранее заготовленное торжество, после чего вернулся в Москву и продолжил гонку.

## Памятники

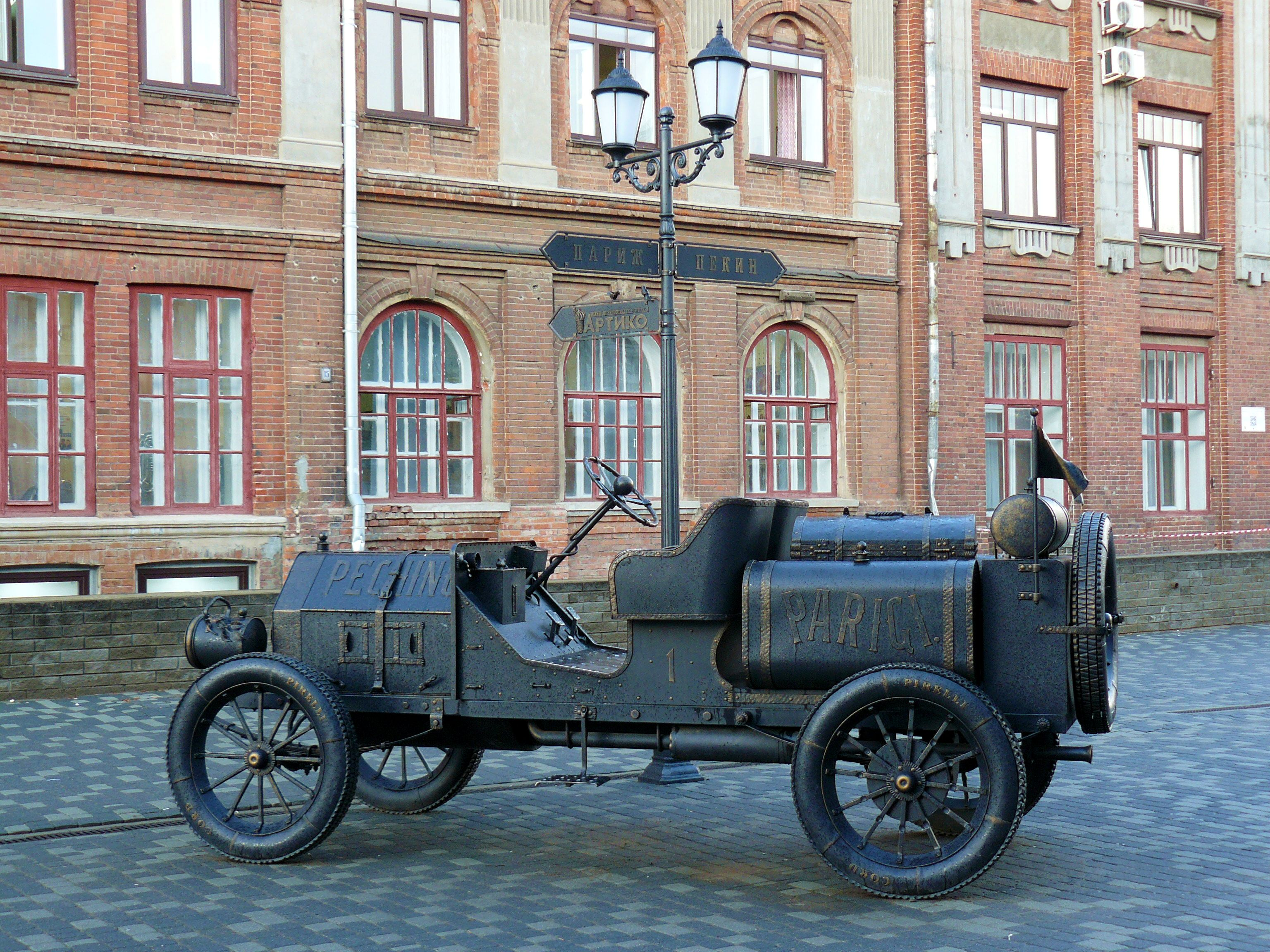
Скульптура автомобиля Itala команды Боргезе в Кирове

В 2015 году в Кирове, Россия, был воздвигнут памятник автомобилю Боргезе. Памятник, врученный городу Кировским шинным заводом Pirelli, представляет собой модель автомобиля Itala 35/45 HP и отмечает факт его проезда через Вятскую губернию с остановками в Малмыже и Елабуге. Памятник был спроектирован архитектором Еленой Гуриной и кузнецом Эдуардом Гуриным.